# Ancistrocarpus
Ancistrocarpus, manji biljni rod iz porodice sljezovki smješten u potporodicu Grewioideae. Postoje tri priznate vrste iz tropske Afrike

## Vrste
1. Ancistrocarpus bequaertii De Wild
2. Ancistrocarpus comperei R.Wilczek
3. Ancistrocarpus densispinosus Oliv.